# Gunnar Gunnarsson

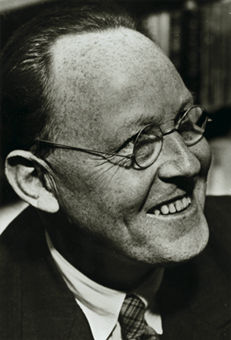
Gunnar Gunnarsson

Gunnar Gunnarsson (* 18. Mai 1889 im Fljótsdalur; † 21. November 1975 in Reykjavík) war ein isländischer Schriftsteller.

## Leben
Gunnar wurde als Sohn eines armen Bauern auf dem Hof Valþjófsstaður im Fljótsdalur geboren und ist dort aufgewachsen. Im Jahr 1897 starb seine Mutter. Er besuchte nur die einfache Volksschule. Mit 18 konnte er in Askov für zwei Jahre die Volkshochschule besuchen. Hier in Jütland lernte er Franzisca Jörgensen kennen, die er am 20. August 1912 heiratete.
Im Jahr 1912 erschien der erste Teil seines Romans Die Leute auf Borg, zu dem drei weitere Teile folgten. Durch diese Romane wurde er berühmt. Er schrieb seine Bücher überwiegend in dänischer Sprache, die wesentlich verbreiteter ist als Isländisch. In den 1920er- und 1930er-Jahren kamen Übersetzungen seiner Bücher besonders in Deutschland auf hohe Auflagen.
Gunnar Gunnarsson wurde zwischen 1918 und 1961 insgesamt achtmal für den Literaturnobelpreis nominiert. Von Gunnar nominiert wurde 1959 die polnische Schriftstellerin Maria Dąbrowska.
Im Jahr 1938 ging er zurück nach Island, wo er sich zunächst in der Nähe von Vopnafjörður niederließ. Im selben Jahr konnte er den Hof Skriðuklaustur in der Nähe seines Geburtsortes erwerben und beauftragte den deutschen Architekten Fritz Höger mit dem Bau eines Herrenhauses, dessen Pläne aus finanziellen Gründen nur zum Teil umgesetzt werden konnten. Zehn Jahre später zog Gunnar nach Reykjavík, wo er begann, seine Werke ins Isländische zu übersetzen.
Gunnar Gunnarsson starb 1975 in Reykjavík und wurde auf Viðey beigesetzt.

## Werke in deutscher Übersetzung

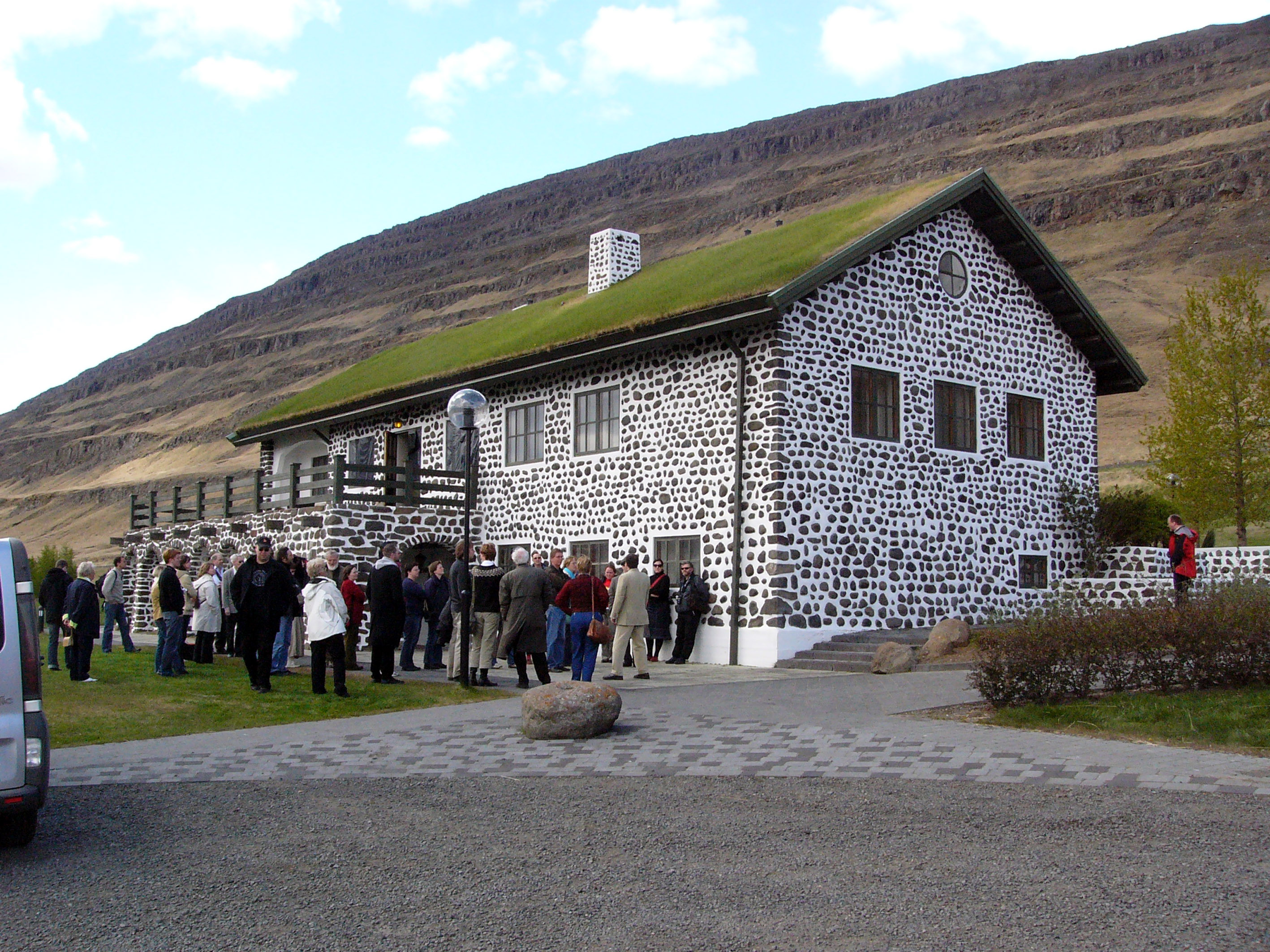
Gunnar Gunnarssons Wohnhaus in Ostisland, erbaut von dem deutschen Architekten Fritz Höger.

Die Erzählung Advent im Hochgebirge ist sein bekanntestes Werk. Sie ist in Deutschland zuerst 1936 und zuletzt 2012 erschienen.
- 1910: dän. Kongesøn. (Der Königssohn: Eine Geschichte aus dem alten Norwegen. Leipzig 1932)
- 1912: dän. Ormarr Ørlygsson. (Af Borgslægtens Historie) (Die Leute auf Borg. (1. Buch) München 1927)
- 1913: dän. Den danske Fru paa Hof. (Af Borgslægtens Historie) (Die Leute auf Borg. (2. Buch) München 1927)
- 1913: dän. Gest den enøjede. (Af Borgslægtens Historie) (Die Leute auf Borg. (3. Buch) München 1927)
- 1915: dän. Livets Strand. (Strand des Lebens. Berlin 1929)
- 1916: dän. Varg i Veum. (Der Geächtete. Berlin 1928)
- 1917: dän. Drengen. (Der Knabe. Leipzig 1933)
- 1918: dän. Edbrødre. (Die Eidbrüder. München 1934)
- 1920: dän. Salige er de enfoldige. (Der Hass des Pall Einarsson. Berlin 1921; Sieben Tage Finsternis. Berlin 1927)
- 1923: dän. Leg med Straa. (Kirken på Bjerget) (Schiffe am Himmel. (1. Buch) München 1928)
- 1925: dän. Skibe paa Himlen. (Kirken på Bjerget) (Schiffe am Himmel. (2. Buch) München 1928)
- 1926: dän. Natten og Drømmen. (Kirken på Bjerget.) (Nacht und Traum. München 1929)
- 1927: dän. Den uerfarne Rejsende. (Kirken på Bjerget.) (Der unerfahrene Reisende. (1. Buch) München 1931)
- 1927: dän. Det nordiske Rige. (Nordischer Schicksalsgedanke. München 1936)
- 1928: dän. Hugleik den Haardtsejlende. (Kirken på Bjerget) (Der unerfahrene Reisende. (2. Buch) München 1931)
- 1929: dän. Svartfugl. (Schwarze Schwingen. München 1930; Schwarze Vögel. Stuttgart 2009 [Neu übersetzt])
- 1930: dän. Jón Arason. (Jon Arason. München 1932)
- 1932: dän. Vikivaki. (Vikivaki. Leipzig 1934)
- 1933: dän. De blindes hus. (Das Haus der Blinden. Leipzig 1935)
- 1933: dän. Jord. (Im Zeichen Jords. München 1935)
- 1934: dän. Hvide-Krist. (Der Weiße Krist. München 1935)
- 1934: dt. Die goldene Gegenwart. München
- 1935: dän. Sagaøen. (Island. Die Saga-Insel. Berlin/Dresden 1936)
- 1936: dän. Graamand. (Der graue Mann. München 1937)
- 1936: dt. Advent im Hochgebirge. Leipzig
- 1938: dt. Inseln im großen Meer. Braunschweig
- 1939: dän. Trylle og andet Smaakram. (Von Trylle Valde und dem kleinen Hasen Lampe. Leipzig 1939)
- 1939 dt. Das Rätsel um Didrik Pining: ein Bericht. Stuttgart
- 1940 isl. Heiðaharmur. (Brandur auf Bjarg. München 1944)
- 1952 isl. Sálumessa. (Die Eindalsaga. München 1959)

## Rezeption und Nachwirkungen
Nach dem Roman Schwarze Vögel in der Bearbeitung von Andrea Czesienski produzierte die Regisseurin Judith Lorentz 2013 für Deutschlandradio Kultur das Kriminalhörspiel Schwarze Vögel (Länge 56'21 Minuten).